# Acanthozoon armatum
Acanthozoon armatum is een platworm (Platyhelminthes). De worm is tweeslachtig. De soort leeft in en nabij het zoute water.
Het geslacht Acanthozoon, waarin de platworm wordt geplaatst, wordt tot de familie Pseudocerotidae gerekend. De wetenschappelijke naam van de soort werd voor het eerst geldig gepubliceerd in 1858 door Kelaart.